# Chactas braziliensis
Espèce
Chactas braziliensis est une espèce de scorpions de la famille des Chactidae.

## Distribution
Cette espèce est endémique du Brésil. Elle se rencontre en Amazonas vers Guajara et en Acre vers Mâncio Lima.

## Description
La femelle holotype mesure 35,6 mm.
Le mâle décrit par Araujo Lira, Pordeus, Barbosa de Souza et Guilherme en 2018 mesure 34,2 mm.

## Étymologie
Son nom d'espèce, composé de brazil(i) et du suffixe latin -ensis, « qui vit dans, qui habite », lui a été donné en référence au lieu de sa découverte, le Brésil.

## Publication originale
- Lourenço, Aguiar & Franklin, 2005 : First record of the scorpion genus Chactas Gervais, 1844, for Brazil with description of a new species from western State of Amazonas (Scorpiones: Chactidae). Zootaxa, no 984, p. 1-8.